# Charles de Ponthière
Charles Joseph Alexandre de Ponthière, né le 6 novembre 1842 à Liège et décédé le 5 septembre 1929 à Argenteau, est un homme politique belge.
Il est docteur en droit (ULg, 1862), avocat et bâtonnier au barreau de Liège; docteur en sciences politiques et administratives (1864).
Il est commandeur de l'ordre de Léopold.

## Carrière politique
Membre du parti catholique, il est :
- 1882-1900 : conseiller provincial de la province de Liège
- 27.05.1900-1908 : élu député de l'arrondissement de Liège
- 02.07.1912-1919 : élu député de l'arrondissement de Liège

## Ouvrages
- Contrat de travail et juste salaire, Liege, 1891.
- Le probleme social. Du droit de propriete individuelle. Unions professionnelles. Pensions ouvrieres. Organisation sociale. Charite, Justice, Propriete, Paris, éd. X. Rondelet, 1899.
- L'instruction primaire en Belgique, Liege, 1902, Vottem, 1910.
- Le contrat collectif du travail, Liege, 1911.
- Essai de sociologie, Liege-Paris, éd. Lethielleux, 1914.
- Éléments sociologiques et economiques, Namur, 1921.

## Généalogie
- Il est le fils d'Alexandre de Ponthière (1815-1889) et Clémentine Walthéry;
- Il épousa Cécile Flore Victorine, baronne Sadoine (+ 1875), 
  - ils eurent deux filles Suzanne (1883-1961) et Thérèse (1886-1980).